# Henri Foucaud
Pour les articles homonymes, voir Foucaud.
Henri Foucaud, né le 17 décembre 1908 à Montigny-sur-Canne (Nièvre), mort accidentellement le 21 avril 1944 sur l'aérodrome de Toula (URSS), est un aviateur français.

## Biographie
C'est au lycée de Nevers qu'Henri Foucaud poursuit ses études secondaires. Passionné d'aviation, il veut être pilote et intègre l'école d'aviation Hanriot. Il obtiendra son brevet au mois de juillet 1929 et décide de s'engager. Un mois plus tard il est affecté à la 3e escadrille du 12e régiment de bombardement, basé à Reims.
Il est ensuite moniteur à Broyelle, puis à Ambérieu-en-Bugey. 
Il entre chez Hanriot à Bourges et lors de la mobilisation générale à l'école auxiliaire de pilotage de Vichy. Il sera muté à différents postes : défense aérienne de Paris, avant de devenir instructeur des élèves aspirants à Versailles. Lors de l'invasion de la France par les troupes nazies en mai 1940, l'école est déplacée à La Rochelle. Plus tard il fait du transport depuis Marignane, en direction de l'Afrique du Nord.
Démobilisé, Henri Foucaud rejoint sa famille en juillet 1940 et entre comme instructeur au centre de vol à voile de compétition à Saint-Auban-sur-Durance. Il obtient en octobre 1942 un titre de recordman de France de durée (11,30 heures) et d'altitude (3 060 mètres) avec son coéquipier Pierre Decroo.
Au mois de février 1943, il passe en Espagne avec trois autres pilotes après bien des pérégrinations. Il arrive à Lisbonne avec Jacques de Saint-Phalle grâce à la complicité et l'aide de Mlle de Grammont, puis s'envole pour l'Angleterre en avril 1943, à bord d'un DC-3 de la RAF et s'engage dans les Forces aériennes françaises libres (FAFL). Il persuade Saint-Phalle de se porter volontaire pour l'escadrille « Normandie » qui doit rejoindre l'URSS. Il est à Toula le 3 août 1943 et reçoit une courte formation sur son Yak 9, avant de partir en mission sur Smolensk.
Lors d'une patrouille avec la 1re escadrille, Foucaud abat son premier Fw 190 le 27 août 1943 et, pris en chasse à son tour par un autre Fw 190, manque de peu de s'écraser avec sa victime qu'il accompagne dans un piqué vertigineux. Quatre jours après, il récidive en ajoutant un deuxième Fw 190 à son tableau de chasse et un autre le 17 septembre. Mais le 22 septembre, il plonge ses compagnons dans l'inquiétude en ne rejoignant pas sa base après un combat aérien en compagnie de Joseph Risso. Il finit par rentrer à bord d'un avion U-2, comme passager, recouvert de pansements. Dans ce combat, il avait abattu un Fw 190 mais pris en chasse par deux autres appareils identiques, et son armement s'étant enrayé, il s'échappe et essaie de poser son appareil au nord de Ielnia en capotant sur le dos. Secouru par les Russes, il est soigné et raccompagné à sa base.
Le 4 octobre 1943, il abat un Hs 126 et, le 12 du même mois, il abat son cinquième Fw 190 avec l'aide du capitaine Marcel Albert. Le 15 octobre, il réalise deux victoires homologuées et une autre probable. Le 21 avril 1944, de retour d'un exercice, il fait un tonneau à 50 mètres du sol et son avion sur le dos s'écrase sur la piste le tuant ainsi le jour de son élévation au grade de sous-lieutenant.

## Victoires aériennes
- Neuf homologuées (sept Fw 190, un Hs 126 et un Ju 88)
- Une probable (Ju 88)

## Nombre d'heures de vol
- 4 017,20 heures, dont 128 heures en vol de nuit et 42,10 heures de vol de guerre en 59 missions[2].

## Décorations
- Chevalier de la Légion d'honneur
- Croix de guerre 1939–1945  avec 8 citations
- Ordre de la Guerre pour le Salut de la Patrie (URSS)
- Insigne des blessés militaires

## Hommages
- le 21 avril 2009 fut célébrée une cérémonie organisée par le Souvenir Français et la Municipalité de Montigny-sur-Canne à la mémoire d'Henri Foucaud.
- Ses deux fils, Claude et Hubert, participèrent à la commémoration du 70e anniversaire de la défense héroïque de Toula.

## Filmographie
- Normandie-Niémen (1960), réalisé par Jean Dréville et Damir Viatich-Berejnykh.